# Nándor Tánczos
Nándor Tánczos (ur. w 1966 w Anglii) – były poseł do parlamentu Nowej Zelandii z ramienia Partii Zielonych i rastafarianin. Jest w Nowej Zelandii zarówno popularną, jak i kontrowersyjną postacią, domagając się m.in. zmiany prawa narkotykowego. Pierwszy raz wybrano go w 1999 roku około 5% głosów, potem wygrał elekcje z 2002 roku otrzymując ok. 20% głosów w swym okręgu. Postanowił nie ubiegać się o reelekcję w wyborach w 2008 roku. Obecnie jest komentatorem i blogerem, często pojawiającym się w mediach.